# 中艾希貝格山

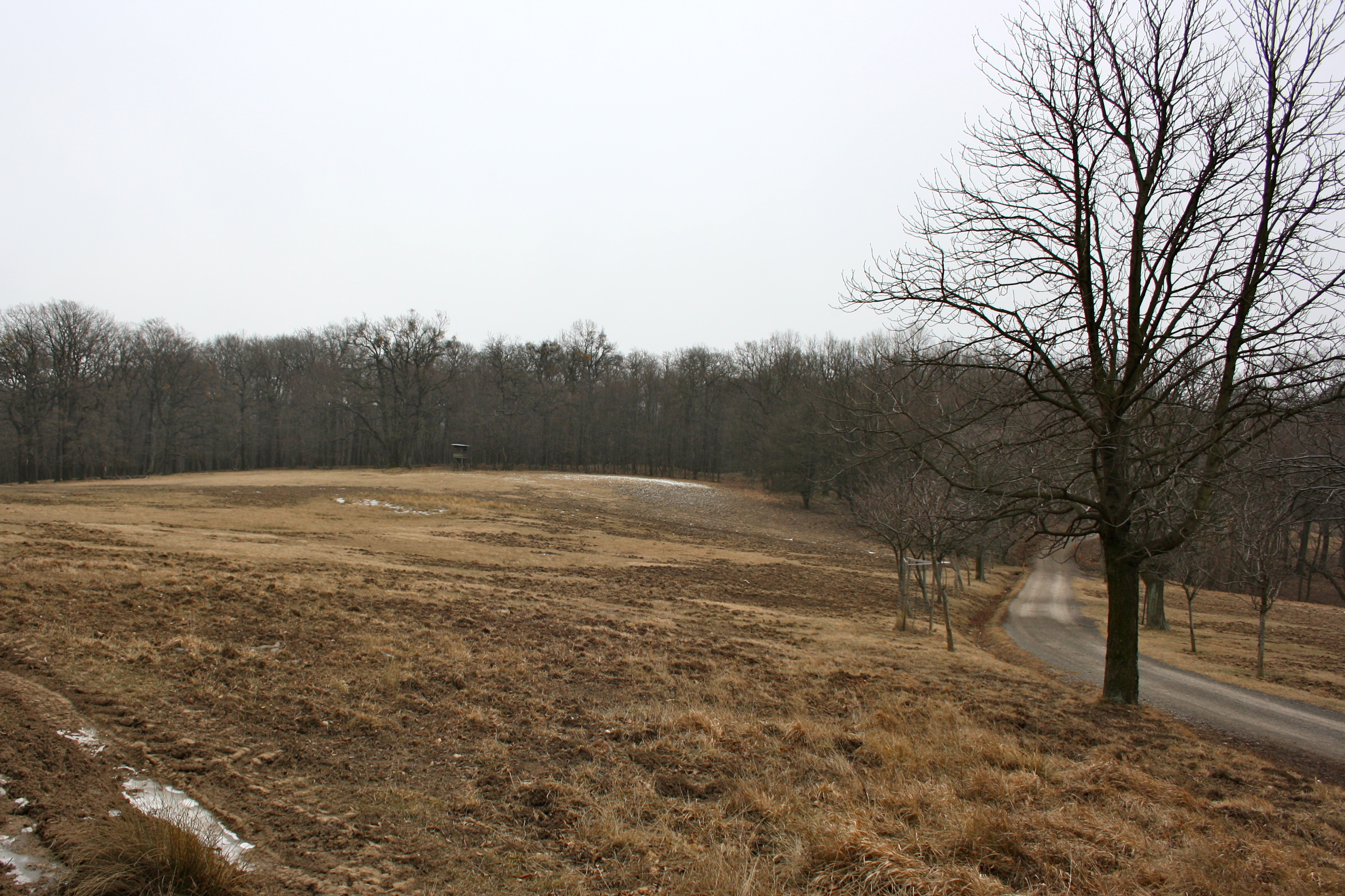

48°9′45″N 16°13′27″E / 48.16250°N 16.22417°E
中艾希貝格山（德語：Mittlerer Eichberg），是奧地利的山峰，位於該國東北部，由維也納負責管轄，屬於維也納林山的一部分，海拔高度372米，每年平均降雨量904毫米。